# Manoir de Villeneuve (Lanvénégen)
Le manoir de Villeneuve est un édifice situé à Lanvénégen  en France.

## Localisation
Le manoir est situé sur le territoire de la commune de Lanvénégen  au lieu-dit Villeneuve, dans le département du Morbihan en région Bretagne.

## Description
Le manoir date du XVIIe et XVIIIe siècles. Édifice a un étage carré, construit en moellons de granite et de schiste. Toiture à longs pans recouverte d'ardoises, pignon couvert et découvert. Escalier hors-œuvre : escalier à vis sans jour.

## Historique
Le manoir est inscrit à l'inventaire général du patrimoine culturel.